# گکوئیان
گکوئیان (نام علمی: Gekkoninae) نام یک زیرخانواده از تیره جکو است.